# 가요공감
가요공감은 대한민국의 방송국 부산MBC 표준FM(부산 FM 95.9MHz/녹산,기장,양산 FM 106.5MHz AM 1161KHz)에서 주말 오후 6시 05분부터 오후 7시까지 방송하는 라디오 프로그램이다.